# Trałowce projektu 89
Trałowce projektu 89 (w kodzie NATO: Kondor) – typ trałowców budowanych w Niemieckiej Republice Demokratycznej na przełomie lat 60/70. XX wieku i służących w marynarce wojennej NRD (Volksmarine). W ramach dwóch zasadniczych odmian tego typu zbudowano 21 trałowców projektu 89.1 (Kondor I), przekształconych później w patrolowce, oraz 30 trałowców docelowego powiększonego projektu 89.2 (Kondor II). Okręty miały około 400 ton wyporności, napędzane były silnikami wysokoprężnymi. W oparciu o ich konstrukcję zbudowano ponadto sześć okrętów projektów pochodnych: dwa poławiacze torped projektu 65.1 (129), dwa okręty rozpoznawcze projektu 65.2 (115), okręt hydrograficzny projektu 136 i jacht reprezentacyjny projektu 121.
Po zjednoczeniu Niemiec okręty jedynie krótko służyły w marynarce zjednoczonych Niemiec, po czym zostały sprzedane za granicę, służąc jako trałowce lub patrolowce w siłach morskich Indonezji, Urugwaju, Tunezji, Malty, Łotwy, Estonii, Gwinei Bissau i Republiki Zielonego Przylądka.

## Historia

### Geneza i projekt 89.0
Istotnym ilościowo składnikiem marynarki Niemieckiej Republiki Demokratycznej (Volksmarine) były trałowce, służące do oczyszczania wód z min pozostałych po II wojnie światowej, przy czym wszystkie typy były projektowane i budowane w kraju. Pod koniec lat 50. było to 11 dużych trałowców bazowych projektu 1 (typu Habicht) i 10 projektu 15 (Krake) oraz 36 kutrów trałowych projektu 8 (Schwalbe). Należy zaznaczyć, że stosowane powszechnie w literaturze nazwy typów okrętów NRD stanowią nazwy kodowe NATO. W 1963 roku podjęto prace nad nowym projektem trałowca dla zastąpienia starszych okrętów. Nowe jednostki miały być mniejsze od dotychczasowych trałowców bazowych, dzięki rezygnacji z wymogu stawiania min, lecz miały posiadać bogatsze wyposażenie, w tym stację hydrolokacyjną do lokalizacji min. Zrezygnowano także z silnego uzbrojenia, poprzestając na automatycznych działkach przeciwlotniczych małego kalibru, których głównym przeznaczeniem było niszczenie wytrałowanych min. Podobny tok rozwoju przechodziły wówczas trałowce w polskiej Marynarce Wojennej, w której zrezygnowano z silnie uzbrojonych dużych trałowców bazowych. Bazą wyjściową do projektu stały się udane kutry trałowe projektu 8 (Schwalbe). Nowe okręty klasyfikowane były w Niemczech skrótem MSR (niem. Minensuch- und Räumschiff), podkreślającym zadania poszukiwania min obok funkcji trałowca (Minenräumschiff). Konstrukcja była opracowana przez Instytut Budownictwa Okrętowego w Wolgaście (Institut für Schiffbautechnik Wolgast – ISW) we współpracy z biurem stoczni Peene-Werft w Wolgaście, która miała budować okręty.
W grudniu 1965 roku położono stępkę pod budowę prototypowego okrętu projektu 89.0, a w 1967 roku rozpoczęto jego próby. Nosił on oznaczenie: V 31, następnie V 85. Próby wykazały pewne wady dotyczące wytrzymałości na wybuchy min oraz niedopracowanej stacji hydrolokacyjnej i doskonalenie konstrukcji przeciągnęło się. Zastrzeżenia budziło też wykorzystanie komponentów importowanych z zachodu w napędzie, który stanowiły dwa silniki typu 12 KVD 20/21A o mocy po 1000 KM. Okręt został ostatecznie wcielony do służby 28 stycznia 1970 roku, jednak nie w roli trałowca, a okrętu doświadczalnego w Centrum Naukowo-Technicznym (WZT). Został wycofany ze służby w 1981 roku. Miał on wyporność 266 ton, długość 47,2 m i szerokość 6,6 m.

### Projekt 89.1Kondor I
W międzyczasie, nie czekając na zakończenie prób, opracowano nową powiększoną wersję projektu 89.1, którą zatwierdzono w grudniu 1966 roku. Kadłub został wydłużony i poszerzony, przez co wyporność normalna wzrosła do 329 t, pełna do 360 t, długość do 51,91 m, a szerokość do 7,13 m. Powiększono także nadbudówkę i zastosowano mocniejsze silniki produkcji ZSRR typu 40D o mocy po 2000 KM. Wydechy spalin umieszczono w kominie na końcu nadbudówki zamiast w burtach. Dopracowano też stację hydrolokacyjną KLA-58m. Uzbrojenie okrętu składało się tylko z jednej podwójnie sprzężonej armaty automatycznej kalibru 25 mm 2M-3M na dziobie. Wyposażenie radioelektroniczne stanowił ponadto radar nawigacyjny TSR-333 i system identyfikacji swój-obcy Nichrom-RR. Liczebność załogi wynosiła 29 osób.
Budowę pierwszego trałowca projektu 89.1 rozpoczęto w październiku 1967 roku. Jeszcze w tym samym roku marynarka NRD zamówiła budowę 21 trałowców projektu 89.1, znanego jako Kondor I. Pierwszy okręt „Greifswald” został ukończony w grudniu 1968 roku, po czym poddawany był przez pół roku próbom. Tempo budowy było bardzo szybkie i cała seria, o numerach budowy od 89.101 do 89.121, weszła do służby między majem 1969 a grudniem 1970 roku. Nadano im nazwy mniejszych miast NRD, kolejno: „Greifswald”, „Bergen”, „Anklam”, „Ueckermünde”, „Demmin”, „Malchin”, „Altentreptow”, „Pasewalk”, „Templin”, „Neustrelitz”, „Vitte”, „Zingst”, „Prerow”, „Graal-Müritz”, „Kühlungsborn”, „Ahrenshoop”, „Kirchdorf”, „Boltenhagen”, „Klütz”, „Rerik”, „Bansin”.
Pierwsze doświadczenia ze służby ujawniły celowość dalszego ulepszenia konstrukcji. Oba silniki mieściły się w jednym przedziale wodoszczelnym i celowe było ich rozdzielenie w celu zwiększenia odporności na uszkodzenia. Zwiększona liczba oficerów (w pierwotnym projekcie tylko dwóch) pociągnęła potrzebę zorganizowania dla nich kabin. Stacja hydrolokacyjna produkcji NRD KLA-58m, będąca odmianą stacji do wykrywania okrętów podwodnych KLA-58, miała zbyt słabe parametry i zdecydowano się zastosować radziecką stację MG-69, która wymagała więcej miejsca w kadłubie. Marynarka wyraziła też życzenie zwiększenia liczby działek dla celów obrony przeciwlotniczej. Zlecono wobec tego dalsze doskonalenie konstrukcji trałowca, przewidując, że jednostki pierwszej serii zostaną docelowo zaadaptowane jako patrolowce pogranicza, służąc jako rezerwa strategiczna dla sił przeciwminowych. W 1984 roku przeklasyfikowano je na przybrzeżne okręty obrony przeciwminowej (Küsten-Minenabwehrschiff – KMAW).

### Projekt 89.2Kondor II

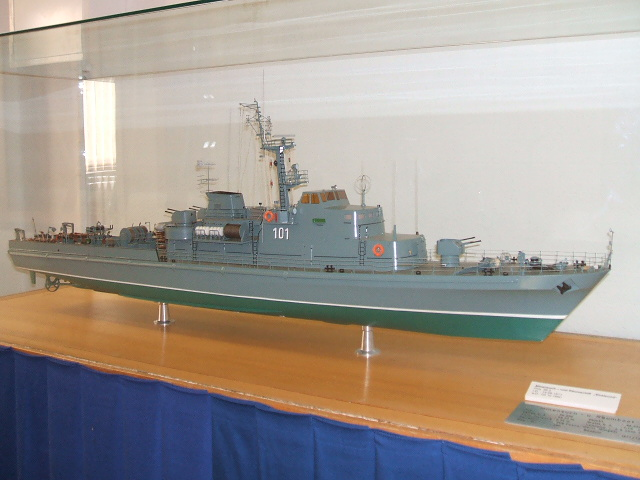
Model trałowca proj. 89.2

Dalsze prace nad projektem 89.2, znanym jako Kondor II, ruszyły w grudniu 1968 roku. Ponownie przedłużono o ok. 5 metrów i poszerzono kadłub. Wymiary wzrosły do 56,72 m długości i 7,76 m szerokości, a wyporność normalna do 449 ton, natomiast pełna do 483 ton. Określano je w marynarce jako „MSR lang” (długi), a poprzednią wersję jako „MSR kurz” (krótki). Napęd pozostał taki sam, przez co prędkość maksymalna zmalała do 18,5 węzła. Uzbrojenie wzmocniono do trzech stanowisk podwójnych działek 2M-3M kalibru 25 mm – jednego na pokładzie dziobowym, a dwóch za nadbudówką, rozsuniętych na boki (analogicznie jak na polskich trałowcach projektu 206F). Okręty były wyposażone w trały produkcji NRD i ZSRR: kontaktowe MSG-1 lub SDG/RL, elektromagnetyczne KFRG/RL lub HFG-13m i HFG-24m oraz akustyczny AT-2. Mogły również przenosić 24 bomby głębinowe B-1 lub miny (8 min KB, 6 KMD-2-1000, 10 KMD-2-500, 24 JaM).
Budowę pierwszego okrętu projektu 89.2 pod nazwą „Wolgast” rozpoczęto już na początku 1970 roku. Zbudowano 30 trałowców, o numerach budowy od 89.222 do 89.251, które weszły do służby między czerwcem 1971 a listopadem 1973 roku. Kolejno otrzymały nazwy: „Wolgast”, „Kamenz”, „Stralsund”, „Wittstock”, „Kyritz”, „Neuruppin”, „Strasburg”, „Röbel”, „Pritzwalk”, „Rathenow”, „Dessau”, „Bitterfeld”, „Tangerhütte”, „Genthin”, „Zerbst”, „Rosslau”, „Oranienburg”, „Jüterbog”, „Bernau”, „Eilenburg”, „Riesa”, „Wilhem-Pieck-Stadt Guben”, „Sömmerda”, „Eisleben”, „Gransee”, „Zeitz”, „Hettstedt”, „Altenburg”, „Schönebeck”, „Grimma”.

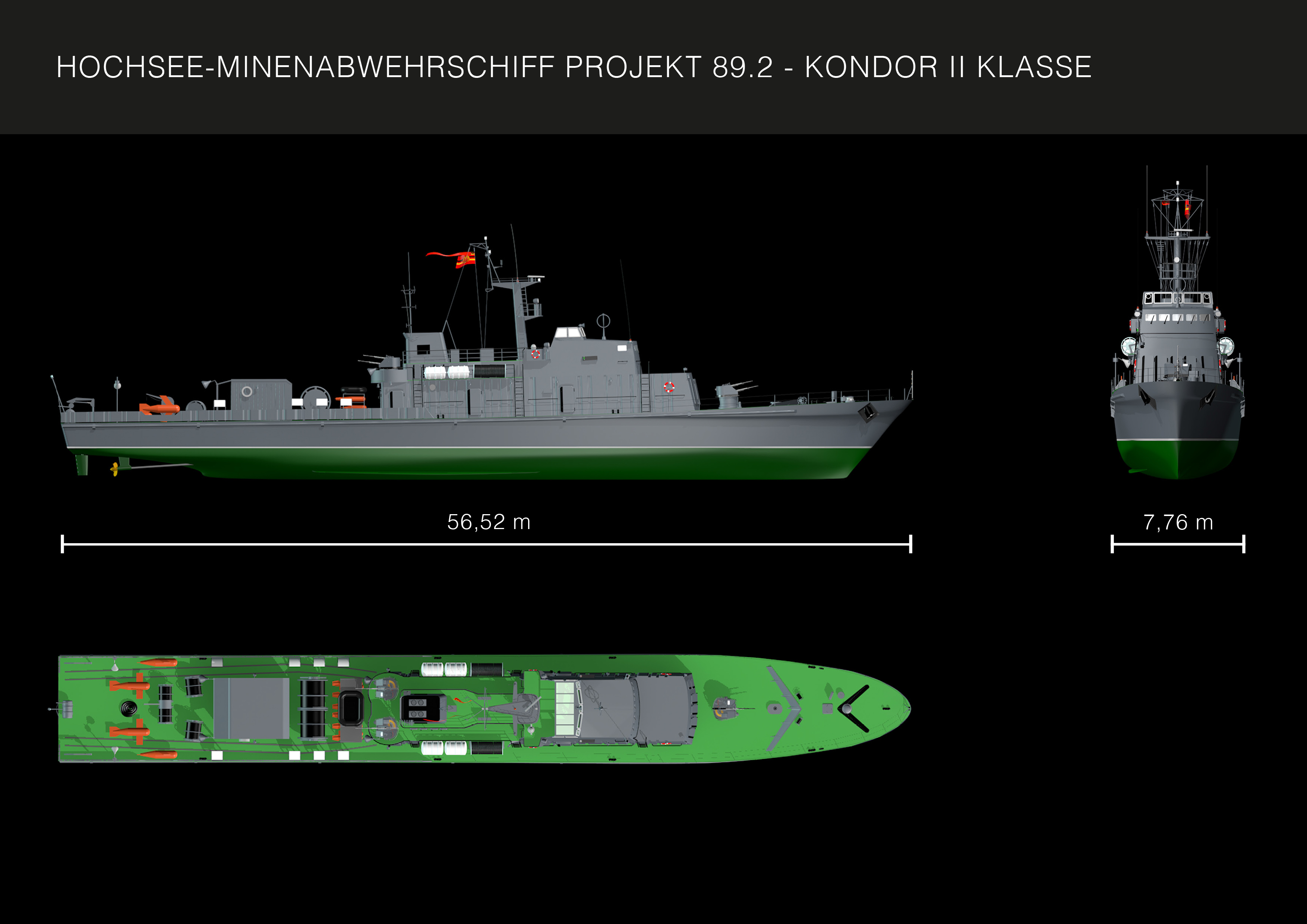
Rysunek projektu 89.2 w 3 rzutach

Trałowce projektu 89 miały gładkopokładowy kadłub stalowy, konstrukcji spawanej, z krzyżowym łączeniem wręg. Kadłub dzielił się na osiem (pr. 89.1) lub dziewięć (pr. 89.2) przedziałów wodoszczelnych. Na śródokręciu rozciągała się nadbudówka, dwukondygnacyjna w części dziobowej mieszczącej główne stanowisko dowodzenia i kabinę nawigacyjną. Nadbudówka miała wystającą do przodu dolną kondygnację, a w projekcie 89.2 była nieco powiększona. Na dachu nadbudówki znajdował się pojedynczy maszt słupowy, a dalej w kierunku rufy był pojedynczy komin, za którym tylko w projekcie 89.2 były dwa stanowiska działek przeciwlotniczych rozsunięte na burty. Pokład rufowy zajęty był przez wyposażenie trałowe (osłonięte nadburciem).
Od 1977 roku okręty zaczęły otrzymywać w toku modernizacji nowsze wyposażenie, przy czym projekt oznaczono wówczas jako 89.2UR. Przenosiły odtąd trały kontaktowe MSG-1S lub MSG-2S, elektromagnetyczne HFG-13 lub HFG-24S oraz akustyczne FRG-1E (FRG-1S) lub FRG-2S lub radziecki AT-2M. Wyporność normalna wzrosła po modernizacji do 480,84 t, a pełna do 506,52 t. Zwiększono również liczbę możliwych do zabrania bomb głębinowych B-1 do 34, natomiast zmniejszono liczbę min do 5 KB, 4 KMD-2-1000, 6 KMD-2-500 lub 24 JaM. Liczebność załogi wzrosła o jedną osobę, do 30. Później okręty otrzymały jeszcze nowsze wzory trałów: mechaniczne MSG-3S lub MSG-4S, elektromagnetyczny HFG-13/24M ze wzbudnikiem akustycznym AT-2M lub AT-6 oraz elektromagnetyczny FRG-1SS/E lub FRG-2MA z takim samym wzbudnikiem akustycznym. Od lipca 1985 roku montowano na okrętach projektów 89.1 i 89.2 prostą czteroprowadnicową wyrzutnię dla samonaprowadzających się pocisków przeciwlotniczych bardzo bliskiego zasięgu Strzała-2M – stosowano radziecką wyrzutnię Fasta-4M, a następnie własnej konstrukcji FAM-4. Po tych modernizacjach projekt oznaczono jako 89.2UR2.

### Okręty pochodne

#### Poławiacze torped projektu 129 (65.1)
Na bazie krótszego kadłuba opracowanego dla projektu 89.1 zbudowano także dwa poławiacze torped projektu 129, oznaczanego też jako projekt 65.1. Wyposażone były w hydrauliczny dźwig oraz wciągarkę na rufie do podnoszenia z wody ćwiczebnych torped po strzelaniu. Były to okręty uniwersalne – mogły służyć także jako okręty-cele dzięki reflektorom kątowym montowanym na maszcie, wyposażone były ponadto w sprzęt nurkowy do prac podwodnych i wyposażenie do prowadzenia prac dezaktywacyjnych innych okrętów oraz serwisowania torped. Okręty te nie przenosiły uzbrojenia. Wyporność wynosiła 345 t, długość 52 m, a załoga liczyła 18 osób.
Zbudowano dwie jednostki: „Strelasund” i „Libben”, oba w służbie od 1971 roku (numery stoczniowe 65.101 i 102).

#### Okręty rozpoznawcze projektu 115 (65.2)

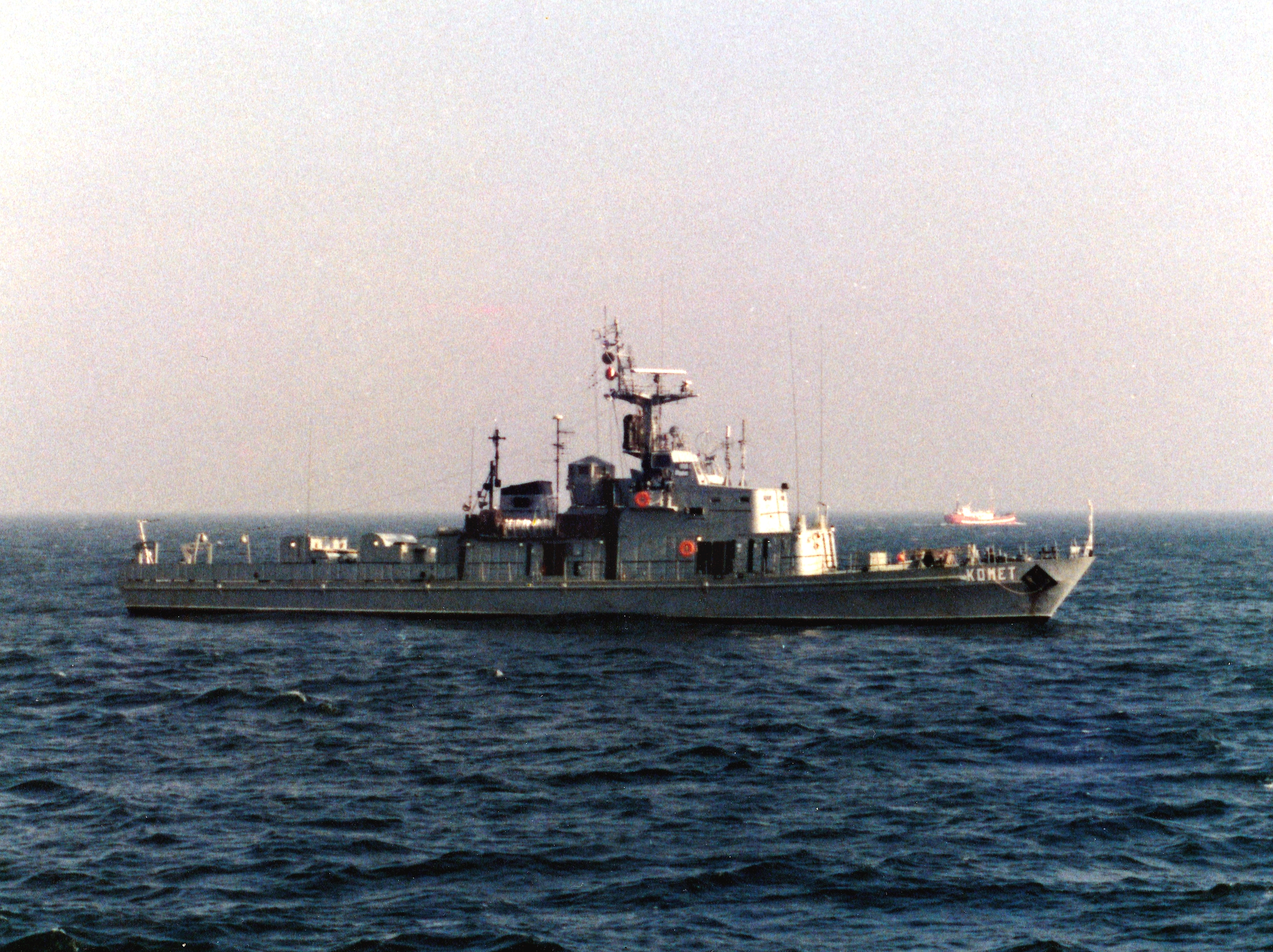
Okręt rozpoznawczy „Komet”

Na bazie okrętu projektu 89.1 zbudowano też dwa okręty rozpoznawcze projektu 115 (oznaczanego też 65.2), nazywane oficjalnie dla celów maskowania okrętami badawczymi. Wyróżniały się zestawem anten urządzeń służących do rozpoznania radioelektronicznego, a później też przeszklonym stanowiskiem obserwacyjnym za masztem. Mogły także przewozić płetwonurków bojowych, dla których przewidziano pomieszczenia pod pokładem. Okręty normalnie nie były uzbrojone, lecz na wypadek wojny przewidziano montaż dziobowej armaty kalibru 25 mm 2M-3M. Wyporność wynosiła 359 t, długość 52,02 m, a załoga liczyła 27 osób.
Zbudowano dwie jednostki: „Komet” i „Meteor”, które weszły do służby w 1972 roku (numery stoczniowe 65.201 i 202).

#### Jacht reprezentacyjny projektu 121
W oparciu o konstrukcję okrętów projektu 89.2 zbudowano także reprezentacyjny jacht motorowy projektu 121 „Ostseeland”, jako okręt reprezentacyjny Volksmarine. Kadłub został w tym celu wydłużony do 60,9 m, a jednostka miała wyporność 623 tony. Miał całkiem inną architekturę z dużą oszkloną nadbudową i wyglądem przypominał statek pasażerski żeglugi przybrzeżnej, był nieuzbrojony i pomalowany w sposób pokojowy na biały kolor. Wyposażony był między innymi w stępkę przechyłową oraz aktywne stabilizatory płetwowe produkcji brytyjskiej. Pozostawał w służbie od 1 lipca 1971 roku do 1 lipca 1990 roku.

#### Okręt hydrograficzny projektu 136
30 kwietnia 1976 roku jako ostatni wszedł do służby pojedynczy okręt hydrograficzny „Carl Friedrich Gauss” zbudowany na bazie kadłuba proj. 89.2. Był on nieuzbrojony, a na rufowym pokładzie przenosił motorówkę i łódź pomiarową, opuszczane przez dźwigi hydrauliczne. Nadbudówka była powiększona, z dolną kondygnacją wydłużoną w kierunku dziobu, zaopatrzona w większe okna oraz malowana na biało. Urządzenia pomiarowe były produkcji zachodniej, firm Decca i Atlas.

## Służba

### W Volksmarine
Trałowce projektu 89.1 Kondor I weszły do służby w latach 1969–1970, po sześć do dwóch dywizjonów przeciwminowych (3. i 5.) 1 Flotylli w Peenemünde i jednego dywizjonu (4.) 4 Flotylli w Warnemünde. Trzy trałowce wczesnej budowy natomiast trafiły do 7 Brygady Okrętów Szkolnych, zaadaptowane na okręty szkolne („Bergen”, „Anklam” i „Ueckermünde”, zastąpiony ostatecznie przez „Greifswald”). Już w latach 1971–1973, po wejściu do służby nowszych okrętów, przekazano je do trzech dywizjonów okrętów pogranicza (Grenzschiffabteilung – GSA) 6 Brygady Granicznej Wybrzeża (6. Grenzbrigade Küste – 6. GBK). Nosiły trzycyfrowe numery burtowe, od 1975 roku z prefiksem: G, a okręty szkolne od początku z prefiksem: S, dwu- lub trzycyfrowe. Ich wycofanie ze służby rozpoczęto w 1989 roku i w chwili zjednoczenia Niemiec pozostało ich dziewięć w składzie 6. GBK. Z trzech okrętów szkolnych, „Anklam” przekazano już w 1977 roku cywilnej organizacji sportowej GST (jako „Ernst Thälmann”), a w 1981 roku „Bergen” przekształcono w statek badawczy rybołówstwa „Warnemünde”, a „Greifswald” w okręt doświadczalny V 814.
Trałowce projektu 89.2 Kondor II weszły do służby w latach 1971–1973, po sześć do dwóch dywizjonów przeciwminowych (3. i 5.) 1 Flotylli w Peenemünde i dwóch (2. i 4.) 4 Flotylli w Warnemünde. Pierwszy „Wolgast” pozostał okrętem doświadczalnym, a trzy kolejne zostały od początku przeznaczone na jednostki szkolne („Kamentz”, „Stralsund” i „Wíttstock”). W 1976 roku „Genthin” i „Rosslau” przeklasyfikowano na okręty doświadczalne. W 1981 roku szkolne „Stralsund” i „Wíttstock” powróciły do roli trałowców, a trzeci zakonserwowano, łącznie z „Zeitz”, „Hettstedt” i „Genthin”. Na początku 1990 roku nadal służyły 24 trałowce w czterech dywizjonach, cztery były zakonserwowane, a dwa służyły jako okręty doświadczalne. W związku jednak z odprężeniem międzynarodowym po upadku komunizmu, dziewięć trałowców między styczniem a kwietniem tego roku wycofano ze służby.

### W Bundesmarine i za granicą
Po zjednoczeniu Niemiec w 1991 roku zdecydowana większość okrętów byłej NRD nie została przyjęta do służby w Bundesmarine z uwagi na brak potrzeb i ich niekompatybilność z zachodnim wyposażeniem. Na krótko pozostawiono tylko trzy patrolowce proj. 89.1 (BG-31 „Boltenhagen”, BG-32 „Kühlungsborn”, BG-33 „Ahrenshoop”), sześć trałowców proj. 89.2 („Tangerhütte”, „Sömmerda”, „Eisleben”, „Bitterfeld”, „Bernau”, „Eilenburg” z numerami odpowiednio: M2669 do M2674), poławiacz torped „Strelasund”, okręt hydrograficzny „Carl Friedrich Gauss” i oba okręty rozpoznawcze proj. 115. Trałowce wycofano jednak już w 1991 roku, a większość pozostałych do połowy dekady.
Najdłużej w marynarce Niemiec był wykorzystywany „Carl Friedrich Gauss” – do 1999 roku, a potem został sprzedany do Portugalii i przebudowany na cywilny jacht motorowy „Giusy Blue”. Z kolei jacht reprezentacyjny „Ostseeland” został sprzedany prywatnemu właścicielowi i pływał na Morzu Śródziemnym pod banderą Malty jako „Aniara”.

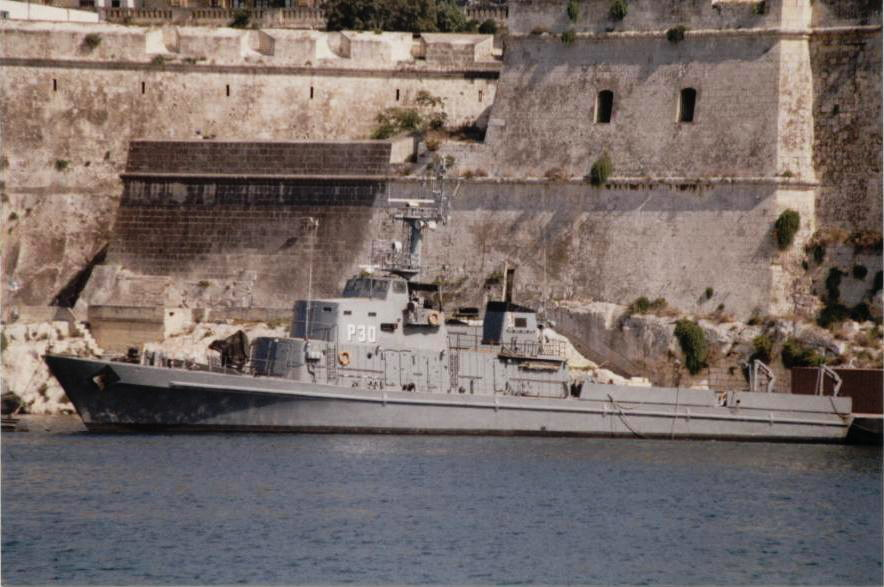
Patrolowiec P30 na Malcie, 2011

W 1991 roku marynarce Urugwaju sprzedano cztery trałowce: „Riesa”, „Eilenburg”, „Bernau” i „Eisleben”, które 11 października 1991 roku otrzymały nazwy: „Temerario” (ROU 31), „Valiente” (ROU 32), „Fortuna” (ROU 33) i „Audaz” (ROU 34). W 1997 roku przezbrojono je w pojedynczą armatę Bofors 40 mm, wymieniono też radar nawigacyjny na Raytheon 1900. 5 sierpnia 2000 roku „Valiente” zatonął w kolizji ze statkiem filipińskim (zginęło 11 członków załogi). Pozostałe wycofano w 2014 i 2019 roku.
W 1992 roku sprzedano Malcie dwa okręty patrolowe projektu 89.1 „Ueckermünde” i „Pasewalk”, a w 1997 roku trzeci „Boltenhagen”. Otrzymały one numery odpowiednio: P30, P31 i P29 i służyły w Morskim Dywizjonie Sił Zbrojnych Malty do 2004 roku. P29 i P31 zostały po wycofaniu zatopione jako obiekty dla nurkowania u wybrzeży Malty.
W 1992 roku cztery patrolowce proj. 89.1 sprzedano do Tunezji, po czym jeszcze dwa w 1997 i 2000 roku. Służyły w straży wybrzeża pod nazwami: „Ras el Blais” (601), „Ras Ajdir” (602), „Ras el Edrak” (603), „Ras el Manoura” (604), „Ras Enghela” (605), „Ras Ifrikm” (606). Ostatni z nich to były statek badawczy rybołówstwa „Warnemünde”, eks „Bergen”. Standardowo nie przenosiły one działka, które mogło być zamontowane. W 2013 roku już nie były wykazywane w rocznikach flot.

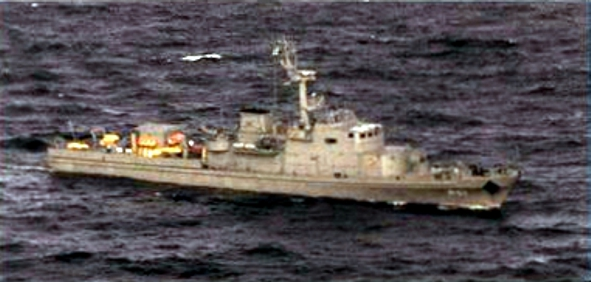
Łotewski „Víesturs”

W sierpniu 1993 roku dwa trałowce przekazano bez uzbrojenia i wyposażenia dla nowo tworzonej Marynarki Wojennej Łotwy. Zostały wcielone do służby w kwietniu 1994 roku jako „Víesturs” (M01, ex „Kamenz”) i „Imanta” (M02, ex „Röbel”). Uzbrojono je w polskie działka kalibru 23 mm ZU-23-2M Wróbel i działka Oerlikon 20 mm. Dopiero trzy lata później otrzymano z Niemiec dla nich wyposażenie trałowe. Wycofano je ze służby w 2008 roku.
W 1994 roku dla nowo tworzonej Marynarki Wojennej Estonii przekazano dwa okręty rozpoznawcze projektu 65.2 „Komet” i „Meteor”, służące tam jako okręty patrolowe. Otrzymały nazwy odpowiednio: „Vambola” (M411) i „Sulev” (M412). Wycofano je w latach 1999–2000.

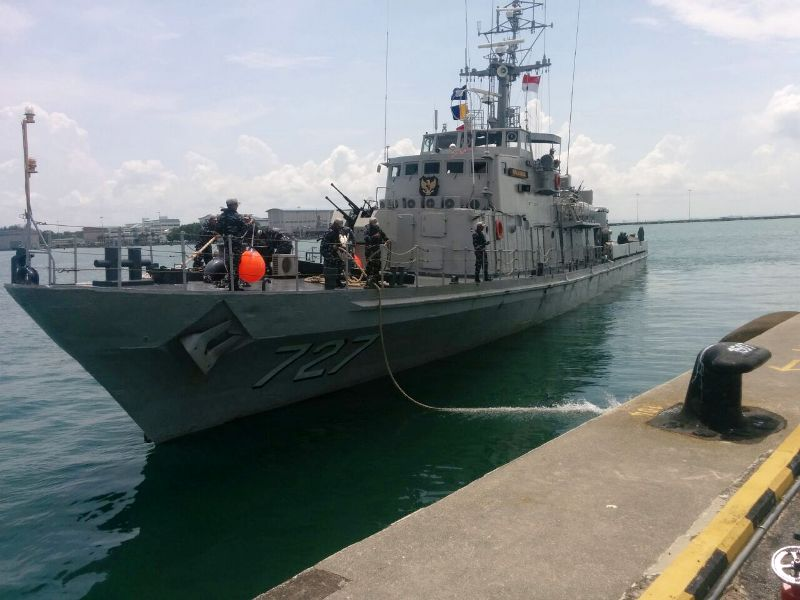
Indonezyjski „Pulau Rangsang”

Dziewięć trałowców w 1994 roku sprzedano z dotychczasowym wyposażeniem i uzbrojeniem do Indonezji, gdzie otrzymały nazwy: „Pulau Rote” (721), „Pulau Raas” (722), „Pulau Romang” (723), „Pulau Rimau” (724), „Pulau Rondo” (725), „Pulau Rusa” (726), „Pulau Rangsang” (727), „Pulau Raibu” (728) i „Pulau Rempang” (729). W latach 2009–2010 wymieniono na nich wyposażenie przeciwminowe, montując amerykański sonar ASQ-17 i dodając nowe trały i pojazd podwodny. Używane były jednak głównie do służby patrolowej, a w 2008 roku „Pulau Rondo” i „Pulau Raibu” przeklasyfikowano na patrolowce, ze zmianą nazw i numerów odpowiednio na „Kelebang” (826) i „Kala Hitam” (828). Z części zdjęto działka i zamontowano karabiny maszynowe kalibru 12,7 mm lub 14,5 mm. Pozostawały w służbie w 2019 roku.
Pojedyncze patrolowce proj. 89.1 trafiły też do innych krajów. Już we wrześniu 1990 roku prototyp projektu 89.1 „Greifswald” trafił do Gwinei Bissau, gdzie służył do drugiej połowy lat 90. jako „Mawia” (V814). W 1998 roku „Kühlungsborn” sprzedano do Republiki Zielonego Przylądka pod nazwą „Vigilante” (P521). W 1999 roku jego uzbrojenie zamieniono na podwójne działko 23 mm ZU-23-2, następnie dodano też platformę dla śmigłowca na rufie. Jednostka ta nadal istniała w 2016 roku.